# Andropogoneae
Andropogoneae je tribus trava u potporodici Panicoideae. Postoji dvanaest podtribusa.

## Taksonomija i podrijetlo
Pleme Andropogoneae unutar obitelji Poaceae uključuje nekoliko vrsta prirodnih i poljoprivrednih vrijednosti, uključujući C4 trave sirak (S. bicolor L. Moench), kukuruz (Z. mays L.) i šećernu trsku (S. officinarum L.). Podpleme Saccharinae uključuje rodove Saccharum L. i Miscanthus Anderss., čije se vrste trenutno razmatraju kao potencijalne usjeve biomase za proizvodnju obnovljive energije (Hodkinson et al., 2002a). Ova su dva roda usko povezana s dokazima koji upućuju na povremenu međugeneričku hibridizaciju (Sobral et al., 1994.). Morfološki, vrste Miscanthus razlikuju se od Saccharuma po svom čvrstom cvatu rachis, pri čemu su oba klasića u paru pedicelata (Hodkinson et al., 2002a). Taksonomski status roda Miscanthus se mijenja, s relativno malo dostupnih informacija o identitetu i međuodnosima njegovih vrsta. Prema Claytonu i Renvoizeu (1986.), rod se sastoji od približno 20 vrsta, od kojih je većina endemična za istočnu ili jugoistočnu Aziju (Kina, Tajvan, Japan, Koreja i jug), s dvije vrste pronađene na Himalaji i četiri u subsaharskoj Africi.
Od posebne važnosti za ovaj pregled su vrste Miscanthus endemične za jugoistočnu Aziju koje se reklamiraju kao potencijalni namjenski usjevi za bioenergiju, uključujući Miscanthus floridulus, Miscanthus lutarioriparium, M. sacchariflorus, M. sinensis i triploidni interspecifični hibrid M. × giganteus. Osnovni broj kromosoma ovih vrsta je 19 (Adati i Shiotani, 1962), pri čemu su većina primjeraka diploidni, iako neke od izrazito rizomatoznih vrsta (M. sacchariflorus i M. lutarioriparium) uključuju primjerke koji su triploidni ili tetraploidni (Hirayoshi et al., 1955; Hodkinson et al., 2001). Miscanthus sinensis endem je istočne Azije u rasponu od Nove Gvineje preko Indonezije, sjeverno preko jugoistočne Azije do Kine, Tajvana, Japana, Koreje i Rusije. Izvorna rasprostranjenost M. sacchariflorus ograničena je na sjevernu Kinu, Koreju, Rusiju i Japan (Hodkinson et al., 2002c). Ove vrste, posebice M. sinensis, imaju populacije koje su evoluirale da se prilagode širokom rasponu okoliša i pokazuju znatnu genetsku raznolikost (Hodkinson et al., 2002a). Sve ove vrste su višegodišnje rizomske trave s obaveznim vanjskim križanjem zbog vlastite nekompatibilnosti i s mogućom iznimkom da M. floridulus može preživjeti zime u umjerenim klimatskim uvjetima.
DNK dokazi sugeriraju da je M. ×giganteus (3n = 57) alotriploidni hibrid nastao rijetkim prirodnim križanjem između diploidnog M. sinensis (2n = 38) i tetraploidnog M. sacchariflorusa (4n = 76) (Hirayoshi et al., 1960; Lafferty i Lelley, 1994; Rayburn et al., 200 9) koji se dogodio u Japanu i klonskim razmnožavanjem prenesen 1935. godine u Europu i kasnije u Sjevernu Ameriku od strane komercijalnih rasadnika (Linde-Laursen, 1993.). Klon Sveučilišta Illinois izvorno je nabavljen iz Botaničkog vrta u Chicagu, koji je zauzvrat nabavio svoj primjerak iz Europe. Ovaj klon dijeli genetski identitet s široko rasprostranjenim genotipom M. ×giganteus koji se uzgaja diljem Velike Britanije (J. Clifton-Brown, osobna komunikacija). Miscanthus ×giganteus je sterilni alotriploid i stoga ne daje održivo sjeme, smanjujući njegov potencijal kao invazivne vrste (Hodkinson et al., 2002a). Velik dio dokaza o navodnim roditeljima M. ×giganteusa temelji se na morfološkim promatranjima. Podaci koje su dobili Hodkinson et al. (2002b) korištenjem varijacije unutarnje transkribirane razmaknice (ITS) regije nuklearne ribosomske DNA (nrDNA) poduprli su hipotezu da su M. sinensis i M. sacchariflorus roditelji M. ×giganteusa i da je jedna vrsta pridonijela s dva genoma, dok je druga vrsta pridonijela samo jednom. Studija nije uspjela razjasniti koja vrsta ima dva genoma. Izračun veličine genoma jezgre pomoću protočne citometrije sugerira da pristup M. ×giganteus na Sveučilištu Illinois uključuje dva genoma M. sinensis i jedan M. sacchariflorus (Rayburn et al., 2009.).

## Podribusi
1. Subtribus incertae sedis
  1. Thelepogon Roth ex Roem. & Schult. (1 sp.)
  2. Lasiurus Boiss. (2 spp.)
2. Subtribus Arthraxoninae Benth.
  1. Arthraxon P. Beauv. (19 spp.)
3. Subtribus Tripsacinae Dumort.
  1. Zea L. (5 spp.)
  2. Tripsacum L. (16 spp.)
4. Subtribus Chionachninae Clayton
  1. Chionachne R. Br. (10 spp.)
  2. Trilobachne Schenck ex Henrard (1 sp.)
5. Subtribus Rhytachninae Welker & E.A.Kellogg
  1. Vossia Wall. & Griff. (1 sp.)
  2. Oxyrhachis Pilg. (1 sp.)
  3. Rhytachne Desv. (11 spp.)
  4. Loxodera Launert (5 spp.)
  5. Urelytrum Hack. (10 spp.)
6. Subtribus Chrysopogoninae Welker & E.A.Kellogg
  1. Chrysopogon Trin. (50 spp.)
7. Subtribus incertae sedis
  1. Parahyparrhenia A. Camus (7 spp.)
  2. Eriochrysis P. Beauv. (11 spp.)
8. Subtribus incertae sedis
  1. Microstegium Nees (19 spp.)
  2. Leptatherum Nees (4 spp.)
  3. Sehima Forssk. (6 spp.)
  4. Kerriochloa C. E. Hubb. (1 sp.)
  5. Pogonachne Bor (1 sp.)
  6. Elionurus Humb. & Bonpl. ex Willd. (17 spp.)
9. Subtribus Rottboelliinae J. Presl
  1. Coix L. (4 spp.)
  2. Rottboellia L. fil. (12 spp.)
  3. Chasmopodium Stapf (2 spp.)
10. Subtribus incertae sedis
  1. Tripidium H. Scholz (7 spp.)
11. Subtribus Ratzeburgiinae Hook. fil.
  1. Thyrsia Stapf (1 sp.)
  2. Ratzeburgia Kunth (1 sp.)
  3. Mnesithea Kunth (24 spp.)
  4. Eremochloa Buse (13 spp.)
  5. Glyphochloa Clayton (13 spp.)
  6. Hackelochloa Kuntze (1 sp.)
  7. Phacelurus Griseb. (8 spp.)
  8. Manisuris L. (1 sp.)
  9. Hemarthria R. Br. (13 spp.)
  10. Heteropholis C. E. Hubb. (5 spp.)
  11. Thaumastochloa C. E. Hubb. (8 spp.)
12. Subtribus Ischaeminae J. Presl
  1. Eulaliopsis Honda (2 spp.)
  2. Andropterum Stapf (1 sp.)
  3. Dimeria R. Br. (57 spp.)
  4. Ischaemum L. (92 spp.)
13. Subtribus Apludinae Hook. fil.
  1. Polytrias Hack. (1 sp.)
  2. Homozeugos Stapf (6 spp.)
  3. Trachypogon Nees (5 spp.)
  4. Sorghastrum Nash (23 spp.)
  5. Asthenochloa Buse (1 sp.)
  6. Eulalia Kunth (31 spp.)
  7. Pseudopogonatherum A. Camus (6 spp.)
  8. Apluda L. (1 sp.)
14. Subtribus Germainiinae Clayton
  1. Imperata Cirillo (12 spp.)
  2. Pogonatherum P. Beauv. (4 spp.)
  3. Germainia Balansa & Poitr. (8 spp.)
  4. Apocopis Nees (16 spp.)
  5. Lophopogon Hack. (3 spp.)
15. Subtribus Sorghinae Bluff, Nees & Schauer ex Clayton & Renvoize
  1. Cleistachne Benth. (1 sp.)
  2. Sarga Ewart (9 spp.)
  3. Lasiorrhachis (Hack.) Stapf (3 spp.)
  4. Sorghum Moench (24 spp.)
16. Subtribus Saccharinae Griseb.
  1. Pseudosorghum A. Camus (1 sp.)
  2. Saccharum L. (26 spp.)
  3. Miscanthus Andersson (19 spp.)
  4. Narenga Burkill (2 spp.)
17. Subtribus Anthistiriinae J. Presl
  1. Jardinea Steud. (2 spp.)
  2. Heteropogon Pers. (5 spp.)
  3. Eremopogon (Hack.) Stapf (1 sp.)
  4. Cymbopogon Spreng. (59 spp.)
  5. Themeda Forssk. (33 spp.)
  6. Iseilema Andersson (27 spp.)
  7. Euclasta Franch. (2 spp.)
  8. Bothriochloa Kuntze (38 spp.)
  9. Dichanthium Willemet (23 spp.)
  10. Capillipedium Stapf (21 spp.)
18. Subtribus Andropogoninae J. Presl
  1. Andropogon L. (123 spp.)
  2. Hyparrhenia Andersson ex E. Fourn. (59 spp.)
  3. Schizachyrium Nees (68 spp.)
  4. Diectomis P. Beauv. (2 spp.)
  5. Diheteropogon (Hack.) Stapf (4 spp.)
  6. Bhidea Stapf ex Bor (3 spp.)
  7. Anadelphia Hack. (15 spp.)
  8. Elymandra Stapf (6 spp.)
  9. Monocymbium Stapf (3 spp.)
  10. Exotheca Andersson (1 sp.)
  11. Hyperthelia Clayton (6 spp.)
19. Subtribus unplaced Andropogoneae
  1. Agenium Nees (4 spp.)
  2. Clausospicula Lazarides (1 sp.)
  3. Lakshmia Veldkamp (1 sp.)
  4. Pseudanthistiria (Hack.) Hook. fil. (3 spp.)
  5. Pseudodichanthium Bor (1 sp.)
  6. Spathia Ewart (1 sp.)
  7. Spodiopogon Trin. (17 spp.)
  8. Triplopogon Bor (1 sp.)
  9. Veldkampia Ibaragi & Shiro Kobay. (1 sp.)

### Sinonimi
1. Anthristiriinae = Andropogoninae J. Presl
2. Sorghinae Bluff, Nees & Schauer = Saccharinae Griseb.